# CL (rappeuse)
 (décembre 2022).
Si vous disposez d'ouvrages ou d'articles de référence ou si vous connaissez des sites web de qualité traitant du thème abordé ici, merci de compléter l'article en donnant les références utiles à sa vérifiabilité et en les liant à la section « Notes et références ».
Pour les articles homonymes, voir CL.
Lee Chae Rin (en coréen : 리채린), mieux connue sous son nom de scène CL, est une rappeuse sud-coréenne née le 26 février 1991 à Séoul.
Elle est membre et leader du girl group 2NE1 de la YG Entertainment.
Le manager Scooter Braun l'a prise sous son aile afin de l'épauler dans son avancée dans l'industrie musicale aux États-Unis, elle a ainsi signé avec son label School Boy Records. À la suite de son départ de la YG Entertainment, elle a créé sa propre agence Very Cherry.

## Biographie
Née à Séoul en Corée du Sud, CL est l'aînée de sa famille. Elle a une petite sœur nommée Harin, dont elle est très proche. Son grand-père est un physicien, son oncle un économiste et sa tante tient une galerie d'art.
CL a passé une grande partie de son enfance à l'étranger dû au fait que son père était un professeur de physique et devait beaucoup voyager à cause de son travail. Elle a vécu au Japon à la Cité des Sciences de Tsukuba et en France à Paris, pays dans lesquels elle a effectué la majeure partie de sa scolarité dans des écoles internationales où elle a entre autres appris le français, l'anglais et le japonais.
Son père lui a fait découvrir l'amour pour la musique et l'a initiée à différents genres musicaux. Rêvant de devenir une musicienne, c'est à l'âge de 10 ans qu'elle a commencé à envoyer ses démos à l'agence YG Entertainment, mais en vain.
À 15 ans, toujours déterminée à réaliser son rêve, elle décide de se rendre devant le bâtiment de l'agence pour remettre en main propre sa démo à Yang Hyun-suk, fondateur et directeur de YG Entertainment. Son travail acharné paye, elle signe finalement un contrat avec l'agence. 
Avant de rejoindre YG Entertainment, CL avait également fait un stage à la JYP Entertainment -une autre des trois grandes maisons de disques sud-coréennes-. Là-bas, elle s'est liée d'amitié avec Sohee et Yenny des Wonder Girls, ainsi qu'avec Jun.K des 2PM et Min des Miss A.

## Carrière

### Carrière avec 2NE1
En 2007, fraichement signée sur le label YG Entertainment, elle apparaît sur le titre Hot Issue de BIGBANG, puis en sur le titre DJ de Uhm Jung Hwa en 2008.
YG Entertainment annonce en 2009 l'arrivée d'un nouveau groupe féminin composé de quatre membres, prévu pour débuter en mai de cette année. Le label déclare par la suite que le groupe a eu une formation de quatre ans, et que leur premier album devrait contenir des chansons produites par l'ancien membre de 1TYM, Teddy Park, et de G-Dragon,,.
Leur premier mini-album 2NE1 atteint la 3e place sur les charts Hanteo lors de sa sortie et est ainsi nommé « L'album Best-seller de l'année 2009 » avec plus de 100 000 exemplaires vendus. Les chansons Fire et I don't care sont de véritables phénomènes musicaux en Corée.
Après une courte pause, le groupe sort le single Follow Me, qui obtient le no 1 la semaine du 13 février 2010. La chanson a été annoncée comme « surprise » pour les fans thaïlandais de 2NE1.
Le 9 septembre 2010, sort leur premier album studio To Anyone en Corée du Sud. Les membres en font la promotion avec les singles Clap Your Hands, Go Away et Can't Nobody. À la suite de ces promotions, une autre chanson, It Hurts (Slow), est publiée le 31 octobre pour Halloween. L'album a eu un énorme succès et 2NE1 a remporté onze fois des prix dans divers émissions. L'album s'est vendu à plus de 150 000 exemplaires.

### Carrière en solo

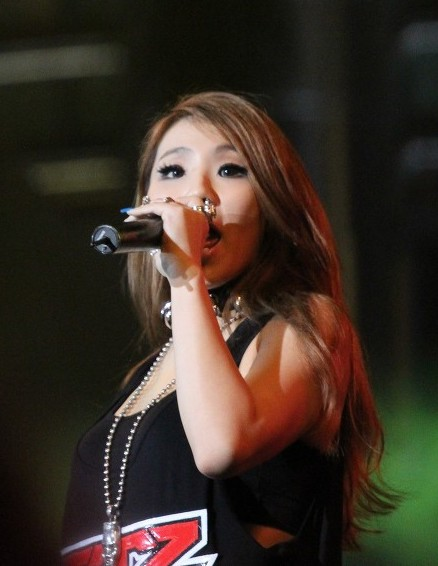
CL en mars 2013

Le 28 mai 2013 CL sort son premier single solo, The Baddest Female, titre hip-hop-dubstep mid-tempo produit par Teddy Park.
Malgré le fait que le titre atteint la 1re place sur 11 sites musicaux en Corée du Sud, le public n'est pas vraiment enthousiasmé et le single ne s'écoule que 549 324 fois en ventes digitales. G-Dragon déclarera qu'il ne comprend pas pourquoi il n'a pas eu plus de succès.
Par ailleurs, Teddy Park, Choice37, G-Dragon, Taeyang et Masta Wu apparaissent dans le clip.
The Baddest Female se classe tout de même no 1 sur iTunes à Singapour, Hong Kong, Taiwan, en Malaisie, en Indonésie, au Vietnam, aux Philippines. Il est également no 2 au Brésil, no 4 en Suède et no 35 en Finlande.
Le 27 février 2014, son second single solo intitulé MTBD, présent sur l'album Crush de 2NE1 est disponible en téléchargement. Sans clip vidéo, seulement diffusé en radio, il bat les ventes digitales de The Baddest Female, s'étant écoulé plus de 647 690 fois fin 2014. Les critiques sont meilleures que celles reçues par son précédent single.
Toutefois à sa sortie, MTBD fait l'objet d'une controverse violente, et CL ira jusque recevoir des menaces de mort. En effet la communauté musulmane déclare qu'un extrait du Coran, psalmodié par un enfant, est utilisé sur l'instrumental et exige qu'il soit retiré. YG Entertainment présente alors ses excuses, et une nouvelle version du titre est mise à disposition.
En octobre 2014 YG Entertainment révèle que Scooter Braun -manager de Justin Bieber, Carly Rae Jepsen ou encore Ariana Grande- travaillera avec CL pour ses débuts aux États-Unis. Elle prévoit de réaliser un album en anglais.
Toujours en 2014, elle apparaît avec G-Dragon sur Dirty Vibe de Skrillex, morceau présent sur son album Recess.

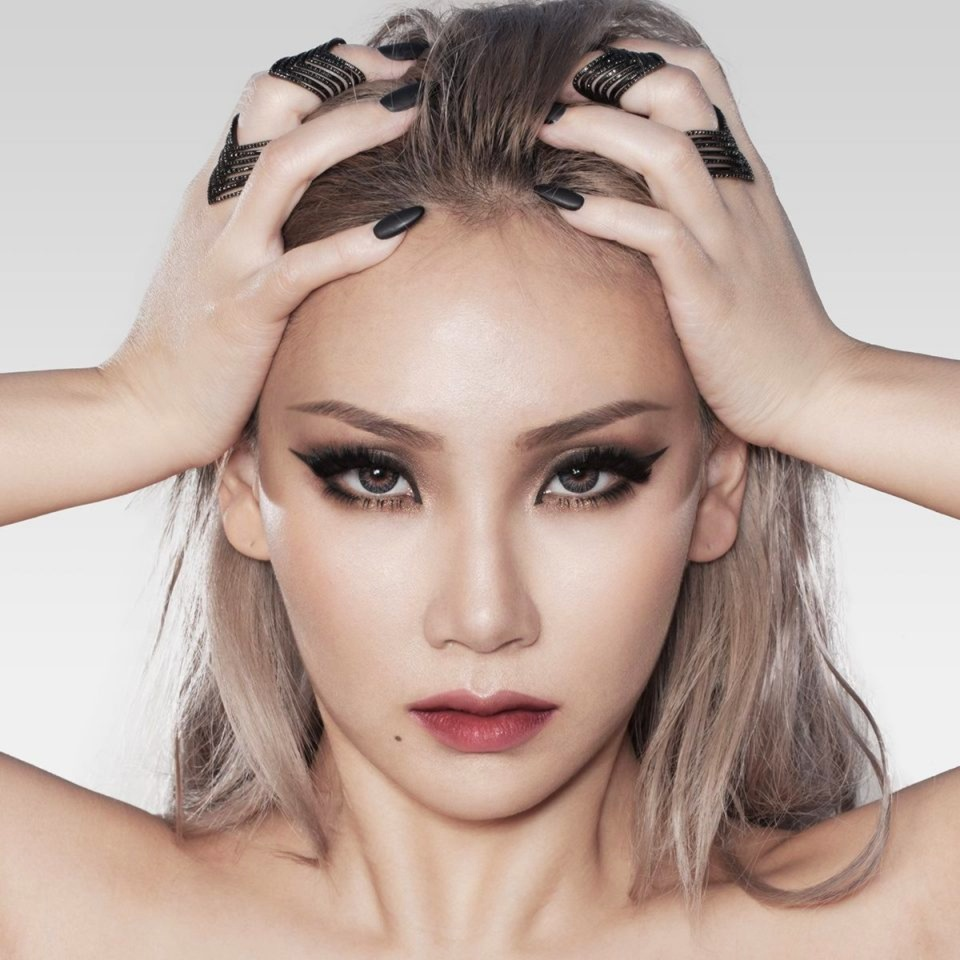
CL en 2015

En mars 2015 elle fait une apparition à Miami au Ultra Music Festival pour interpréter Dirty Vibe et MTBD avec Jack Ü.
Le 25 mai 2015 sort Doctor Pepper, tout nouveau titre de Diplo -qui sera présent sur le prochain album de celui-ci- sur lequel CL apparaît aux côtés de Riff Raff et OG Maco.
Son premier EP est prévu pour l'automne 2015. Quelques infos ont fuitées, notamment la présence de deux titres intitulés Birthday, morceau pop mi anglais mi coréen, et One, morceau pop fun. Cet EP sera très hip-hop comparé à ce qu'elle a pu faire avec 2NE1.
Le tournage du clip de son premier single en anglais, intitulé Lifted, avec Method Man en featuring, s'est déroulé à Brooklyn à New York entre le 19 août 2015 et le 20 août 2015. Ce single sortira le 18 août 2016.
Le 8 novembre 2019, YG Entertainment annonce que CL n'a pas renouvelé son contrat avec la société et qu'elle quitterait le label. Le 4 décembre, peu après avoir quitté YG, elle commence à publier des titres inédits pour son projet d'EP numérique solo In the Name of Love pendant trois semaines consécutives. 
Le 12 septembre 2020, CL annonce qu'elle travaille sur un nouvel album qui sortirait plus tard dans l'année. Deux jours plus tard, elle publie le clip de la chanson "+Post Up+", qui servira de piste d'intro pour son prochain album. Le 29 octobre, elle publie deux singles, "+Hwa+" et "+5 Star+", qui ont été coécrits par son ancien compagnon de label Tablo. En même temps, elle annonce que son premier album complet Alpha sortirait le 30 novembre. Cependant, le 16 novembre, elle annonce qu'elle a décidé de reporter la sortie de l'album à début 2021, déclarant que pendant la préparation de l'album, elle avait développé de nouvelles idées pour la musique et qu'elle souhaite que l'album fini soit le meilleur possible.
Le 26 février 2021, CL sort un single intitulé "Wish You Were Here", qui coïncide avec son 30e anniversaire, en hommage à sa mère, Hong Yoo-ra, décédée un mois plus tôt d'une crise cardiaque. Le 16 juin, elle apparait dans le premier épisode de la deuxième saison de la série télévisée Dave, où elle joue son propre rôle, collaborant avec le rappeur Lil Dicky alors qu'il aspire à prendre le contrôle de l'industrie de la pop coréenne.
Le 10 juillet 2021, CL a signé un contrat de management local avec Konnect Entertainment afin de gérer ses activités en Corée. Elle démarre alors les promotions de son album Alpha, en commençant par sortir un single, Spicy, le 24 août 2021.

## Influences musicales
CL cite Madonna, Queen, Lil' Kim, Foxy Brown et Lauryn Hill comme influences musicales.

## Discographie

### Albums studios
| Album | Année | Détails | Classements | Classements | Classements | Ventes |
| Album | Année | Détails | COR         | USA         | Indie       | Ventes |
| ----- | ----- | --- | ----------- | ----------- | ----------- | ------ |
| Alpha | 2021  | - Date de sortie : 20 octobre 2021 - Labels : Very Cherry - Formats : CD, téléchargement numérique, streaming | 16          | 82          | 18          | NC     |

### Extented plays
| Album               | Année | Détails | Classements | Classements | Ventes |
| Album               | Année | Détails | COR         | USA         | Ventes |
| ------------------- | ----- | --- | ----------- | ----------- | ------ |
| In the Name of Love | 2019  | - Date de sortie : 17 décembre 2019 - Labels : SuneV, Kakao M - Formats : CD, téléchargement numérique, streaming | —           | —           | NC     |

### Singles
| Année                                                                            | Titre                              | Meilleure position | Meilleure position | Ventes                         | Album               |
| Année                                                                            | Titre                              | COR                | USA                | Ventes                         | Album               |
| Coréen                                                                           | Coréen                             | Coréen             | Coréen             | Coréen                         | Coréen              |
| -------------------------------------------------------------------------------- | ---------------------------------- | ------------------ | ------------------ | ------------------------------ | ------------------- |
| 2009                                                                             | "Please Don't Go" (avec Minzy)     | 6                  | —                  | NC                             | To Anyone           |
| 2013                                                                             | "The Baddest Female" (나쁜 기집애) | 4                  | —                  | - COR : 549 324 - USA : 26 000 | Non-album singles   |
| 2014                                                                             | "MTBD" (멘붕)                      | 15                 | —                  | - COR : 647 690                | Crush               |
| 2015                                                                             | "Hello Bitches"                    | 21                 | —                  | - COR : 170 448                | Non-album singles   |
| 2016                                                                             | "Lifted"                           | —                  | 94                 | NC                             | Non-album singles   |
| 2019                                                                             | "+Rewind170205+"                   | —                  | —                  | NC                             | In the Name of Love |
| 2019                                                                             | "+Done161201+"                     | 154                | —                  | NC                             | In the Name of Love |
| 2019                                                                             | "+Paradox171115+"                  | 192                | —                  | NC                             | In the Name of Love |
| 2019                                                                             | "+I Quit180327+"                   | —                  | —                  | NC                             | In the Name of Love |
| 2019                                                                             | "+One and Only180228+"             | —                  | —                  | NC                             | In the Name of Love |
| 2019                                                                             | "+Thnx190519+"                     | —                  | —                  | NC                             | In the Name of Love |
| 2020                                                                             | "Hwa"                              | —                  | 3                  | NC                             | Alpha               |
| 2020                                                                             | "5 Star"                           | —                  | 3                  | NC                             | Alpha               |
| 2021                                                                             | "Spicy"                            | 96                 | 16                 | NC                             | Alpha               |
| 2021                                                                             | "Lover Like Me"                    | —                  | —                  | NC                             | Alpha               |
| 2021                                                                             | "Tie a Cherry"                     | —                  | —                  | NC                             | Alpha               |
| "—" indique que la chanson ne s'est pas classée ou n'est pas sortie dans ce pays |                                    |                    |                    |                                |                     |

### Collaborations
| Année                                                                            | Titre                                                     | Meilleure position | Meilleure position | Meilleure position | Album                     |
| Année                                                                            | Titre                                                     | COR                | FRA                | USA                | Album                     |
| Coréen                                                                           | Coréen                                                    | Coréen             | Coréen             | Coréen             | Coréen                    |
| -------------------------------------------------------------------------------- | --------------------------------------------------------- | ------------------ | ------------------ | ------------------ | ------------------------- |
| 2007                                                                             | "Hot Issue" (Big Bang featuring CL)                       | *                  | —                  | —                  | Hot Issue                 |
| 2008                                                                             | "DJ" (Uhm Jung-hwa featuring CL)                          | *                  | —                  | —                  | D.I.S.C.O                 |
| 2008                                                                             | "What" (YMGA featuring YG Family & DJ Wreckx)             | *                  | —                  | —                  | Non-album singles         |
| 2009                                                                             | "The Leaders" (G-Dragon featuring CL & Teddy Park)        | 38                 | —                  | —                  | Heartbreaker              |
| 2009                                                                             | "Kiss" (Dara feauring CL)                                 | 5                  | —                  | —                  | To Anyone                 |
| 2015                                                                             | "Doctor Pepper" (Diplo featuring CL, Riff Raff & OG Maco) | 47                 | —                  | —                  | Non-album singles         |
| 2015                                                                             | "Daddy" (Psy feauring CL)                                 | 1                  | 40                 | 97                 | Chiljip Psy-da            |
| 2016                                                                             | "₩1,000,000" (G-Dragon x CL x Okasian x Bewhy)            | —                  | —                  | —                  | Non-album singles         |
| Anglais                                                                          |                                                           |                    |                    |                    |                           |
| 2014                                                                             | "Dirty Vibe" (Skrillex featuring Diplo, CL & G-Dragon)    | —                  | —                  | —                  | Recess                    |
| 2017                                                                             | "Surrender" (Lil Yachty featuring CL & Shaiana)           | —                  | —                  | —                  | Teenage Emotions          |
| 2018                                                                             | "Dopeness" (The Black Eyed Peas featuring CL)             | —                  | —                  | —                  | Masters of the Sun Vol. 1 |
| 2019                                                                             | "Cut It Up" (PKCZ featuring CL & Afrojack)                | —                  | —                  | —                  | Non-album singles         |
| "—" indique que la chanson ne s'est pas classée ou n'est pas sortie dans ce pays |                                                           |                    |                    |                    |                           |

### Autres participations
| Année | Titre              | Album                     |
| ----- | ------------------ | ------------------------- |
| 2017  | "No Better Feelin" | My Little Pony: The Movie |

## Tournées
- Hello Bitches Tour (2016)

## Récompenses
| Année | Cérémonie                   | Catégorie                            | Travail nommé      | Résultat   |
| ----- | --------------------------- | ------------------------------------ | ------------------ | ---------- |
| 2013  | Mnet 20's Choice Awards     | 20's Style Award                     | NC                 | Lauréat    |
| 2013  | Mnet Asian Music Awards     | Best Dance Performance - Female Solo | The Baddest Female | Lauréat    |
| 2013  | Mnet Asian Music Awards     | Song of the Year                     | The Baddest Female | Nomination |
| 2013  | MYX Philippines             | Hottest Female Star of 2013          | NC                 | Lauréat    |
| 2013  | SBS MTV Best of the Best    | Best Female Solo                     | NC                 | Nomination |
| 2014  | Seoul Music Awards          | Bonsang Awards                       | The Baddest Female | Nomination |
| 2014  | Seoul Music Awards          | Popularity Awards                    | The Baddest Female | Nomination |
| 2014  | YinYueTai V-Chart Awards    | Top Female Artist (Korean)           | NC                 | Lauréat    |
| 2014  | Philippine Kpop Convention  | Hottest Female Artist                | NC                 | Lauréat    |
| 2014  | Style Icon Awards           | Top 10 Style Icons                   | NC                 | Nomination |
| 2016  | Style Icon Awards           | Top 10 Style Icons                   | NC                 | Nomination |
| 2019  | 45th People's Choice Awards | The Most Inspiring Asian Woman       | NC                 | Lauréat    |

## Filmographie

### Films
- 2009: Girlfriends (coréen : 걸프렌즈) (cameo)
- 2018 : 22 Miles (Mile 22) de Peter Berg : Queen

### Show de variétés
- 2009: 
  - 2NE1 TV Season 1 (Mnet)
  - SBS Strong Heart - Episode 2
  - Style (coréen : 스타일, SBS) (cameo)
- 2010: 
  - 2NE1 TV Season 2 (Mnet)
- 2011: 
  - 2NE1 TV Season 3 (Mnet)
  - Project Runway Korea (Onstyle) (juge invité)[18]
- 2012: 
  - Strong Heart - Épisode 123-124 "YG Family Special"
- 2013: 
  - Running Man - Épisode 156
  - SBS Super Match - Pilot épisode
  - Mnet's Enemy of Broadcasting - Épisode 10
  - The Bachelor - Season 18, Épisode 4
- 2014: 
  - Running Man - Épisode 195
  - SBS Roommate (Reality TV series) - Épisode 4 [Cameo]

- 2017
  - JTBC MixNine (juge)
  - tvN's Livin' the Double Life
  - tvN's Life Bar - Episode 48